# Lachemilla pascuorum
Lachemilla pascuorum är en rosväxtart som först beskrevs av Paul Carpenter Standley, och fick sitt nu gällande namn av Werner Hugo Paul Rothmaler. Lachemilla pascuorum ingår i släktet Lachemilla och familjen rosväxter. Inga underarter finns listade i Catalogue of Life.